# Thomas de Mahy de Favras

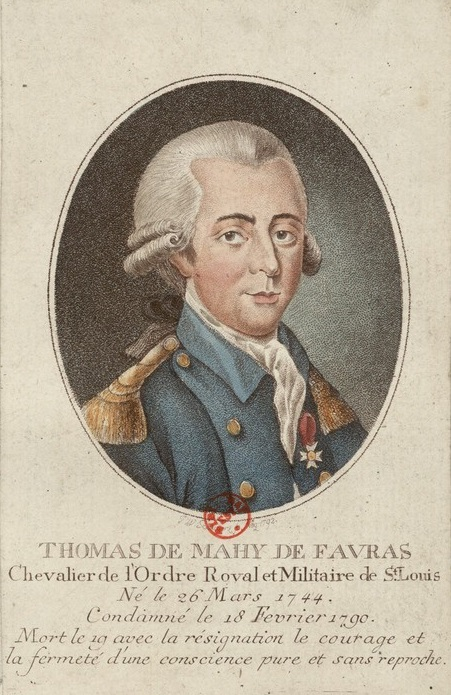
Thomas de Mahy de Favras.

Thomas de Mahy de Favras, född 26 mars 1744, död 19 februari 1790, var en fransk markis, officer och rojalist.
Favras försökte 1789 bilda en sammansvärjning för att föra Ludvig XVI från Paris. Hans planer röjdes, Favras häktades och avrättades utan att yppa de sammansvurnas namn. Bland dessa befann sig bland annat med säkerhet Ludvigs bror, hertigen av Provence, senare Ludvig XVIII.